# True Love Cast Out All Evil
True Love Cast Out All Evil är ett musikalbum av Roky Erickson with Okkervil River som släpptes i april 2010 på skivbolaget Anti Records. Senaste gången Erickson släppt en skiva med nytt låtmaterial var 1995. Skivan inleds och avslutas med två amatörinspelningar Erickson gjorde under sin tid på mentalsjukhuset Rusk Maximum Security Prison. I det nyinspelade materialets texter märks många reflektioner över Ericksons tid som intagen på mentalsjukhus. Skivan blev en försäljningsframgång i Norge och Sverige där Erickson varit en flitig gäst under 2000-talet.

## Låtlista
(alla låtar skrivna av Roky Erickson)
1. "Devotional Number One" - 2:17
2. "Ain't Blues Too Sad" - 1:23
3. "Goodbye Sweet Dreams" - 4:25
4. "Be and Bring Me Home" - 5:35
5. "Bring Back the Past" - 2:02
6. "Please, Judge" - 4:25
7. "John Lawman" - 3:56
8. "True Love Cast Out All Evil" - 4:29
9. "Forever" - 3:57
10. "Think of as One" - 5:20
11. "Birds'd Crash" - 3:59
12. "God Is Everywhere" - 2:40

## Listplaceringar
- VG-lista, Norge: #7[1]
- Sverigetopplistan: #17[2]